# Бягство (филм)
„Бягство“ (на английски: Fled) е американска екшън комедия от 1996 г. на режисьора Кевин Хукс, по сценарий на Престън А. Уитмор III, и участват Лорънс Фишбърн, Стивън Болдуин, Уил Патън, Робърт Джон Бърк и Салма Хайек.